# Fractie Franssen
Fractie Franssen is een Nederlandse lokale politieke partij uit Gulpen-Wittem. 
De partij is sinds 2003 aangesloten bij Partij Nieuw Limburg om de gemeentelijke belangen van Gulpen-wittem in de Provinciale Staten van Limburg aan de orde te kunnen stellen.
Het is de oudste lokale politieke partij uit Gulpen-Wittem en de voormalige gemeente Gulpen. Piet Franssen (1954) is sinds de oprichting lijsttrekker en fractieleider. Na de gemeenteraadsverkiezingen van 2006 had de partij drie zetels in de gemeenteraad. Bij de gemeenteraadsverkiezingen van 2010 kwam daar een zetel bij. De partij ging een coalitie aan met het Christen-Democratisch Appèl, samen beschikten ze over acht van de vijftien zetels. Namens Fractie Franssen werd Piet Franssen wethouder samenleving. In 2018 ging de partij bij de verkiezingen terug naar drie zetels en verloor de partij haar wethouderszetel.